# Pedro de Anda
Pedro de Anda Altamirano (c. 1531 - 27 de enero de 1619) fue un conquistador, y colonizador español de la Nueva España (México). Fue capitán del ejército colonial español, liderando  la conquista española en el Bajío de México durante la Guerra Chichimeca .
Tras este episocio histórico Pedro de Anda contribuyó a la colonización en las Tierras Altas de Jalisco. En 1563, fue uno de los cofundadores de la Villa de Santa María de los Lagos, la actual Lagos de Moreno junto con el capitán Hernando Martel.
En 1565, la Real Audiencia del Reino de Nueva Galicia otorgó Pedro de Anda la Hacienda el Xaral,  en las afueras de Lagos de Moreno, que incluía la famosa meseta de Mesa Redonda .
Pedro de Anda también habría sido Alcalde Ordinario de Santa María de los Lagos sobre 1570.
Las minas de San Pedro, las primeras del Estado de San Luis Potosí, fueron descubiertas el 2 de marzo de 1592. En la avanzada se encontraba Pedro de Anda, quien le llamó Cerro del Señor San Pedro del Potosí.
Según algunas fuentes como Mariano González Leal, Pedro de Anda también desempeñó el cargo de Oidor de la Real Audiencia de Guadalajara.

## Matrimonio y descendencia
Pedro de Anda Altamirano se casó en 1565 con Beatriz González de Castañeda, con quien tuvo al menos los siguientes hijos:
- Esteban de Anda Altamirano, propietario de las Tierras de San Nicolás de Frías [11]
- Juan de Anda Altamirano, capitán en Nueva España, que casó con Juana Ruiz de Nava.
- Beatriz de Anda Altamirano, esposa del capitán Diego Flores de la Torre y Velasco, III Encomendero de Juchipila.[12]

Los descendientes de Pedro de Anda formaron parte de la élite colonial de los Altos de Jalisco. Entre sus descendientes se incluyen escritores, políticos y otros ciudadanos mexicanos destacados, entre otros:
- Martín Vázquez Zermeño de Anda (-1710), Regidor de Santa María de los Lagos.
- Pedro Moreno (1775-1817), Caudillo de la Guerra de Independencia de México.
- José Guadalupe de Anda (1880-1950), Senador de la República y escritor
- Miguel de Anda Jacobsen (1927-presente), escritor y académico
- Ramiro Navarro de Anda, futbolista de la selección de fútbol de México en la Copa Mundial de la FIFA 1966
- Hugo Zamora de Anda, Presidente Municipal de Lagos de Moreno (2009)[16]
- Juan Alberto Márquez de Anda, Presidente Municipal de Lagos de Moreno (2015-2018)[17]